# Wichita (Indianie)
Wichita (nazwa własna: Towihaedshi) – plemię Indian Ameryki Północnej z grupy Kaddo, blisko spokrewnione z Paunisami.

## Historia
W dawnych czasach prowadzili koczowniczy tryb życia przemieszczając się od środkowego biegu rzeki Arkansas w stanie Kansas a rzeką Brazos w Teksasie.
Znani są od roku 1541, kiedy to zjawili się na ich terenach Hiszpanie pod wodzą Coronada. Hiszpanie nazwali ziemie Wiczitów „prowincją Qiuvira” bogatą rzekomo w złoto. W rzeczywistości niczego takiego nie znaleźli. Wiczitowie przeszli dwie epidemie ospy, które ich zdziesiątkowały.
Pierwszy traktat z rządem USA zawarli w 1835 roku. W 1859 wysiedleni na Terytorium Indiańskie.

## Charakterystyka
Chociaż zamieszkiwali tereny bliskie siedliskom bizonów i okazjonalnie na nie polowali, byli raczej rolnikami. Ich kopulaste domostwa, o średnicy od 10 do 17 metrów, wznosili na drewnianym szkielecie okładanym warstwami trawy. Z daleka wyglądały jak stogi siana. Wewnątrz znajdowały się posłania mieszkańców ulokowane na kilku drewnianych piętrach-platformach. Palenisko znajdowało się w wykopie pośrodku budowli, a dymnik na bocznej ścianie dachu. Otwory wejściowe znajdowały się po wschodniej, jak i po zachodniej stronie budowli.

## Teraźniejszość
Plemię dało nazwę miejscowości Wichita w stanie Kansas. Są również hrabstwa tego imienia w Kansas i Teksasie, pasmo górskie w Oklahomie, a także rzeka i wodospad w Teksasie.
W 2015 roku żyło 2800 Wiczitów.